# Tadschikische Sprache
Die tadschikische Sprache oder Tadschikisch (kyrillisch: тоҷикӣ, persisch تاجیکی, DMG tāǧīkī [tɔːdʒɪːˈkiː] und форсӣи тоҷикӣ فارسى تاجيكى, DMG fārsī-yi tāǧīkī, ‚tadschikisches Persisch‘) ist eine in Zentralasien gesprochene moderne Varietät (oder ein Ethnolekt) des Persischen. Tadschikisch hat aufgrund politischer Grenzen und nach der Umstellung vom persischen auf das kyrillische Alphabet, hinsichtlich der in Iran und Afghanistan gesprochenen persischen Varietäten einen gesonderten Entwicklungsverlauf genommen, bleibt jedoch auch in den genannten Ländern als gesprochene Sprache weiterhin verständlich.

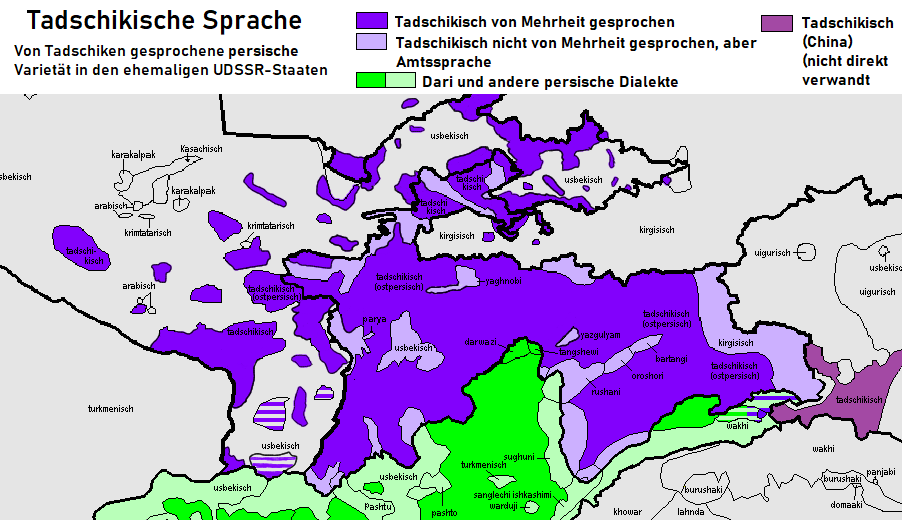
Tadschikische Sprache (Lila)

Verbreitungsgebiet der persischen Sprache

## Klassifikation
Das Tadschikische gehört zur persischen Sprache, dem am weitesten verbreiteten Mitglied des iranischen Zweiges der indoiranischen Sprachen, einer Unterfamilie der indogermanischen Sprachen.
Der ISO-639-Code für Tadschikisch ist tg (ISO 639-2: tgk), der SIL-Code ist PET.
Die Klassifikation laut Ethnologue ist:
- Indogermanisch
  - Indo-Iranisch
    - Iranische Sprachen
      - Südwestliche Untergruppe
        - Persisch
          - Tadschikisch

## Sprecherzahl und Verbreitung
Mangels exakter Bevölkerungsstatistiken existieren nur ungenaue Schätzungen über die Anzahl tadschikischer Muttersprachler. In Usbekistan wird die Zahl der Tadschikisch sprechenden Bevölkerung beispielsweise deutlich höher geschätzt als die offiziellen Zahlen der usbekischen Regierung angeben. In Tadschikistan sprechen knapp 3,2 Millionen (1991) Menschen diese Sprache, in Usbekistan rund 933.000. In Kirgisistan bekennen sich über 33.000 und in Kasachstan über 25.000 Menschen zur tadschikischen Sprache. In China leben in den westlichen Grenzgebieten noch rund 26.000 Tadschiken.
Tadschikisch zerfällt in zahlreiche Dialekte, die laut der russischen Iranistin Wera Rastorgujewa vier Gruppen bilden. Seit den 1920er Jahren hat sich das Tadschikische immer weiter vom Persischen in Iran entfernt. Die moderne tadschikische Schriftsprache unterscheidet sich vor allem durch die umfangreichen lexikalischen Übernahmen aus dem Russischen von der Schriftsprache des Irans oder jener Afghanistans, dem so genannten Dari. Auch Lautung und Sprechrhythmus sowie Teile der Grammatik differieren. Das Tadschikische ist seit alters auch von den benachbarten Turksprachen (Usbekischen und Turkmenisch) beeinflusst worden.
Grammatikalische Unterschiede zum iranischen Persisch sind vor allem eine anders gebildete Verlaufsform und der aus dem Usbekischen übernommene Fragepartikel -mi bei Ja-Nein-Fragen.  Wie die benachbarten Turksprachen, und anders als das iranische Persisch, verwendet es in großem Umfang Partizipien statt Nebensätzen.
Hinsichtlich der gegenwärtigen Sprachsituation des Persischen muss vor allem zwischen der tadschikischen Standardsprache in Tadschikistan, Usbekistan, Kirgisistan und Kasachstan einerseits und den in Afghanistan und Iran üblichen Sprachformen andererseits unterschieden werden. Die Sprachbezeichnung Tadschikisch ist nur für die erstgenannte allgemein üblich, während in Afghanistan die größte persischsprachige Volksgruppe zwar als Tadschiken, ihre Sprache jedoch als Persisch oder Dari bezeichnet wird.

## Alphabete
Die in Tadschikistan sowie in Usbekistan, Kirgisistan und Kasachstan verbreitete tadschikische Standardsprache verwendet im Gegensatz zur persischen Sprache Irans und Afghanistans nicht das persische, sondern das kyrillische Alphabet.
Bis in die 1920er Jahre wurde das Persische auch in den Ländern des Russischen Reiches beziehungsweise der Sowjetunion mit dem persischen Alphabet geschrieben. Die in der Region verwendete Sprachform unterschied sich lediglich in einzelnen Punkten des Wortschatzes, der Syntax und der Aussprache der in der persischen Schrift ohnehin nicht wiedergegebenen Vokale von der in den anderen persischsprachigen Ländern verwendeten Schriftsprache.
Im Rahmen der allgemeinen Umstellung der Schriften der zentralasiatischen Turksprachen in der Sowjetunion wurde zur Jahreswende 1928/29 auch für die nichttürkische persische tadschikische Sprache das lateinisch-basierte Einheitliche Alphabet eingeführt, das schließlich im Winter 1939/40 durch ein modifiziertes kyrillisches Alphabet ersetzt wurde. Die Umstellung hatte einerseits zum Ziel, durch die Einführung einer einfacheren, der Sprache angepassten Schrift den Analphabetismus zu bekämpfen, andererseits zielte die Reform darauf ab, die engen Bindungen der zentralasiatischen Völker zum Islam durch die Abschaffung der „Schrift des Koran“ zu lösen.
Im Zuge des wachsenden tadschikischen Nationalismus wurde schon vor der Unabhängigkeit von der Sowjetunion 1989 ein Gesetz verabschiedet, das Tadschikisch zur Staatssprache erklärte und dazu aufrief, das kyrillische Alphabet wieder durch die persische Schrift zu ersetzen. Die angestrebte Rückkehr zur persischen Schrift konnte sich jedoch nicht durchsetzen, lediglich eine kleine Minderheit in Tadschikistan beherrscht heute neben dem kyrillischen auch das persische Alphabet.
Durch eine Rechtschreibreform wurden 1998 die vier Buchstaben Ц ц, Щ щ, Ы ы und Ь ь abgeschafft. Die ersten drei kamen nur in Lehnwörtern aus dem Russischen vor, der letztgenannte auch in redundanter Position in einheimischen Wörtern.
| Tadschikische Kyrilliza | Deutsche Transkription | IPA     |
| ----------------------- | ---------------------- | ------- |
| А a                     | A a                    | a       |
| Б б                     | B b                    | b       |
| В в                     | W w                    | v       |
| Г г                     | G g                    | g       |
| Д д                     | D d                    | d       |
| Е е                     | E e / Je je 1          | e, je   |
| Ё ё                     | Jo jo                  | jɒ      |
| Ж ж                     | Sch sch                | ʒ       |
| З з                     | S s                    | z       |
| И и                     | I i                    | i       |
| Й й                     | I i / J j 2            | j       |
| К к                     | K k                    | k       |
| Л л                     | L l                    | l       |
| М м                     | M m                    | m       |
| Н н                     | N n                    | n       |
| О о                     | O o                    | ɒ       |
| П п                     | P p                    | p       |
| Р р                     | R r                    | r       |
| С с                     | S s (ss) 3             | s       |
| Т т                     | T t                    | t       |
| У у                     | U u                    | u       |
| Ф ф                     | F f                    | f       |
| Х х                     | Ch ch                  | x       |
| Ц ц 4                   | Z z                    | ʦ       |
| Ч ч                     | Tsch tsch              | ʧ       |
| Ш ш                     | Sch sch                | ʃ       |
| Щ щ 4                   | Schtsch schtsch        | ʃ       |
| Ъ ъ                     | -                      | ʔ / - 5 |
| Ы ы 4                   | Y y                    | i       |
| Ь ь 6                   | -                      | -       |
| Э э 7                   | E e                    | e       |
| Ю ю                     | Ju ju                  | ju      |
| Я я                     | Ja ja                  | ja      |
| Ғ ғ                     | Gh gh                  | ɣ       |
| Ӣ ӣ                     | Ij ij                  | i 8     |
| Қ қ                     | Q q                    | q       |
| Ӯ ӯ                     | U u                    | o, ɵ    |
| Ҳ ҳ                     | H h                    | h       |
| Ҷ ҷ                     | Dsch dsch              | dʒ      |